# Орелец
Орелец (укр. Орелець) — село в Снятынской городской общине Коломыйского района Ивано-Франковской области Украины.
Население по переписи 2001 года составляло 795 человек. Занимает площадь 9 км². Почтовый индекс — 78345. Телефонный код — 03476.